# Antidesign
Antidesign, design radical e contradesign são termos usados para referir-se a diversas práticas "alternativas" do design e da arquitetura nos anos 1960 e 1970 e de alguns projetos posteriores. Estas práticas surgiram como uma reação ao "bom design", corrente modernista do design em meados dos anos 1900.

## O movimento Antidesign

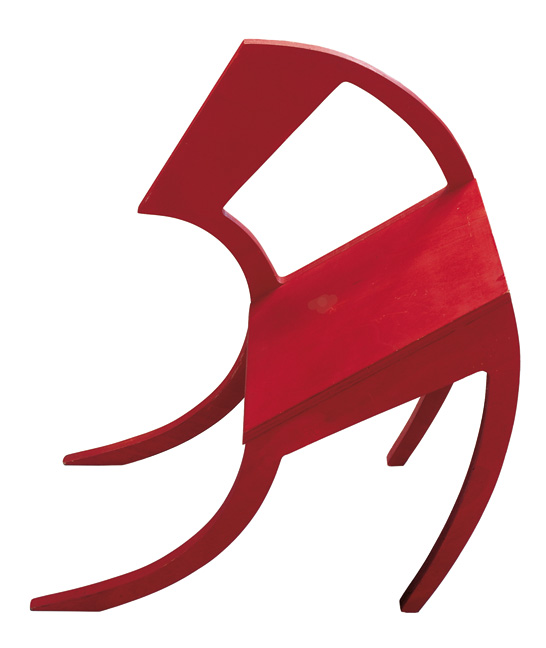
Cadeira de sala de aula(1970), Stefan Wewerka

O movimento Antidesign originou-se na Itália, em 1960, como uma reação ao "bom design". Muitos designers de vanguarda viam o "bom design" como uma linguagem empobrecida do Modernismo: a ênfase colocada sobre o estilo da boa forma, por muitos fabricantes e designers. O novo design proposto por eles buscava o conceitual, a experimentação, a reflexão sobre o sentido do design.
Os designers encontravam-se insatisfeitos com a diminuição da relevância social do design decorrente da ascensão da empresa capitalista, que passou a ser mais divulgada durante a década de 1950, particularmente no contexto da Trienal de Milão. Essa situação também se refletiu nos debates econômicos, políticos, sociais e culturais mais amplos que dominaram a Itália na década de 1960.
Os antidesigners rejeitavam a valorização da função estética do objeto em detrimento de seu papel social e cultural. Eles protestavam contra os fetiches do consumo e dos objetos e contra os princípios estabelecidos do design na época, procurando aproveitar o potencial social e cultural do design em vez de adotar um estilo como meio de aumentar vendas.

## História
O Antidesign caracterizou-se por meio de muitas rupturas com o modernismo. Era norteado pelo consumismo, pela linguagem da mídia de massa e pela efemeridade do Pop (exibido na Bienal de Veneza de 1964), rejeitou as noções de permanência do Modernismo.
O movimento explorou as ornamentações e o potencial da cor, em vez de contentar-se com o uso de preto, branco e cinza. Ademais, no campo do design, já apresentava características que marcariam o pós-modernismo e o Projeto de Memphis como os elementos do kitsch, da ironia e da distorção de escala.
O Antidesign também se atentava a questões de armazenamento e espaço, logo muitas criações têm em seu design a possibilidade de serem dobráveis e empilháveis. A manobrabilidade e flexibilidade das peças eram importantes por serem compatíveis com o estilo de vida moderno.
Questionando as convenções do design e desafiando políticos e empresários, o movimento, de maneira visionária, centrava o design nas necessidades do indivíduo. Sob o lema de "a forma segue a diversão" (form follows fun) e "menos é chato" (less is bore), defendia um design com maior função simbólica e maior carga de humor.
O arquiteto Ettore Sottsass Jr. foi um expoente chave da visão do Antidesign, assim como os grupos de Radical Design Archigram e Superstudio, todos expressando suas ideias na produção de protótipos de móveis, peças de exposição e publicação de manifestos.
Flores, curvas, cores e saturação de formas eram comuns e o uso de materiais reciclados, assim como tipografias psicodélicas e objetos não funcionais, foram ganhando cada vez mais aceitação entre os jovens designers que faziam exatamente aquilo que era considerado errado no "Bom Design", o design funcionalista.

## Grupos que impulsionaram o movimento antidesign

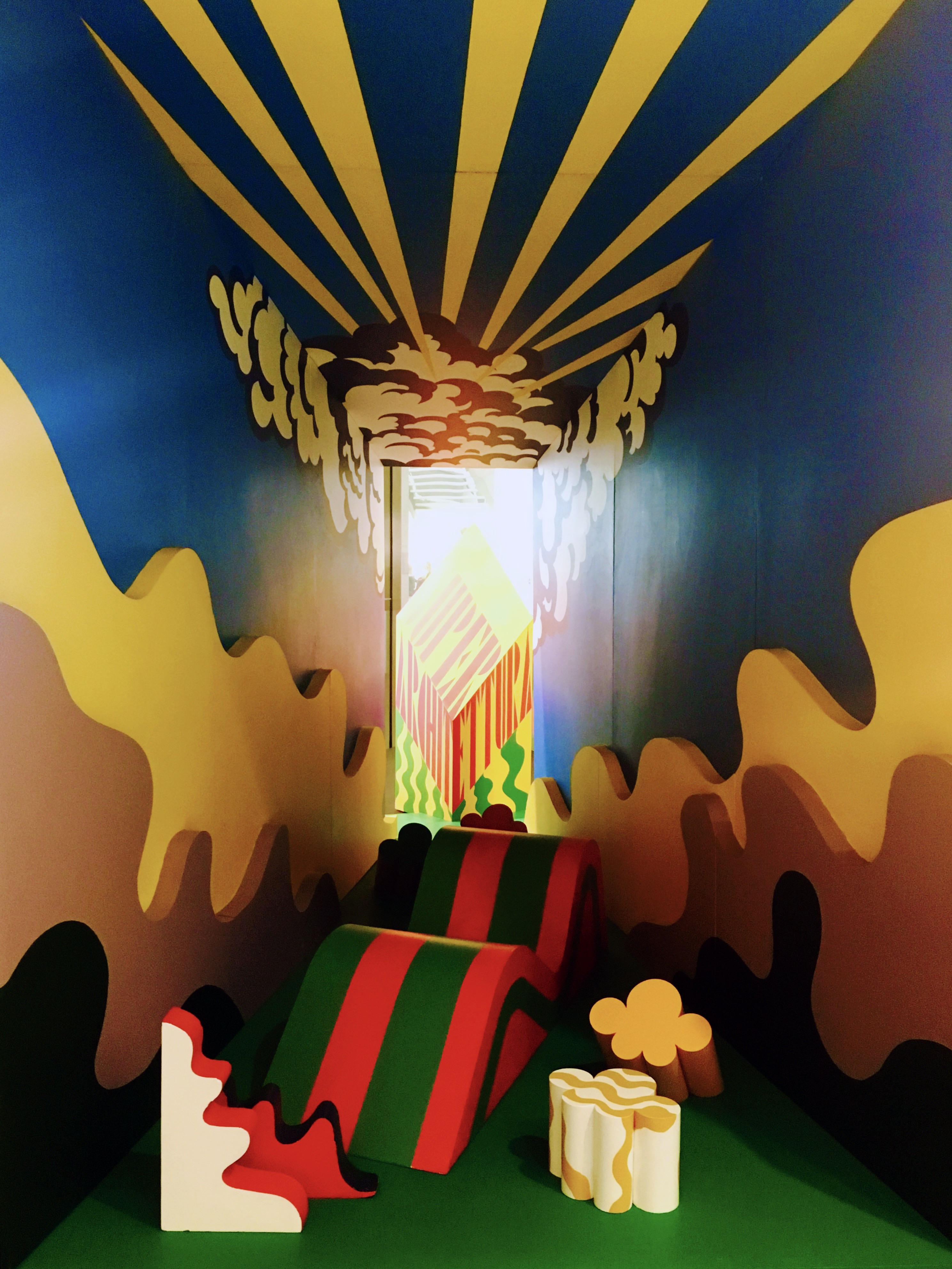
Superarquitetura, concebida pela Archizoom e Superstudio em 1966, reconstruída por ocasião da exposição "Superstudio 50", 21 de abril/04 de setembro de 2016, MAXXI, Roma.

### Superstudio
Em 1966, o grupo arquitetônico vanguardista e, portanto, radical Superstudio foi criado. Seus fundadores, os italianos Adolfo Natalini e Cristiano Toraldo di Francia, contaram com a companhia de Alessandro e Roberto Magris e Pietro Frassinelli. ficção curta, ilustrações de storyboard e, mais famosa, fotomontagem

A colagem, o filme, em forma de ficções curtas e as ilustrações de storyboard, foram algumas das técnicas das quais o grupo fez uso a fim de promover o Antidesign, buscando uma renovação do que significava ser um arquiteto ou designer. 
"Se o design é apenas um incentivo ao consumo, então é preciso rejeitar o design; se a arquitetura é apenas um modo de codificar o modelo burguês de propriedade e a sociedade que ele engendra, então é preciso rejeitar a arquitetura; se a arquitetura e o planejamento urbano são apenas meras maneiras de formalizar as atuais divisões sociais injustas, então é preciso rejeitar o planejamento urbano e suas cidades... Isso até que todas as atividades projetivas tenham por finalidade atender às necessidades primárias. Até que isso aconteça, o design pode desaparecer. É possível viver sem arquitetura...” 
Os projetos do grupo visavam a chamar a atenção ao debate político em vez das formalidades dos projetos em si, criticando o capitalismo e o idealismo moderno. O Superstudio propunha locais em que o indivíduo parecesse deslocar-se da realidade e, especialmente,da mentalidade do consumo em massa imposta pela sociedade.

### Archigram
O grupo Archigram surgiu em 1961 e dominou a vanguarda arquitetônica até 1970, devido suas visões lúdicas no pop de um futuro tecnocrático. Os participantes eram jovens arquitetos londrinos; Warren Chalk, Peter Cook, Dennis Crompton, David Greene, Ron Herron e Michael Webb. Tinha caráter anti-heróico, neo-futurista e pró-consumista e criava realidades por meio de projetos hipotéticos utilizando tecnologia, sendo muito influenciadas pelas obras de Antonio Sant'Elia, Buckminster Fuller e Yona Friedman.
O grupo Archigram se esforçou para evitar que o modernismo se tornasse um movimento estéril e ortodoxo. Ao contrário da “Efemerização” de Buckminster Fuller, que prega que o avanço tecnológico nos gera a capacidade de se fazer "mais e mais com cada vez menos e menos até que se possa eventualmente fazer tudo com nada", Archigram é dependente de um futuro que conta com recursos infinitos. 
Os trabalhos de Archigram serviram de fonte de inspiração para trabalhos posteriores, como o High tech 'Pompidou centre' 1971 de Richard Rogers e Renzo Piano, os primeiros trabalhos de Norman Foster, Gianfranco Franchini e Future Systems.

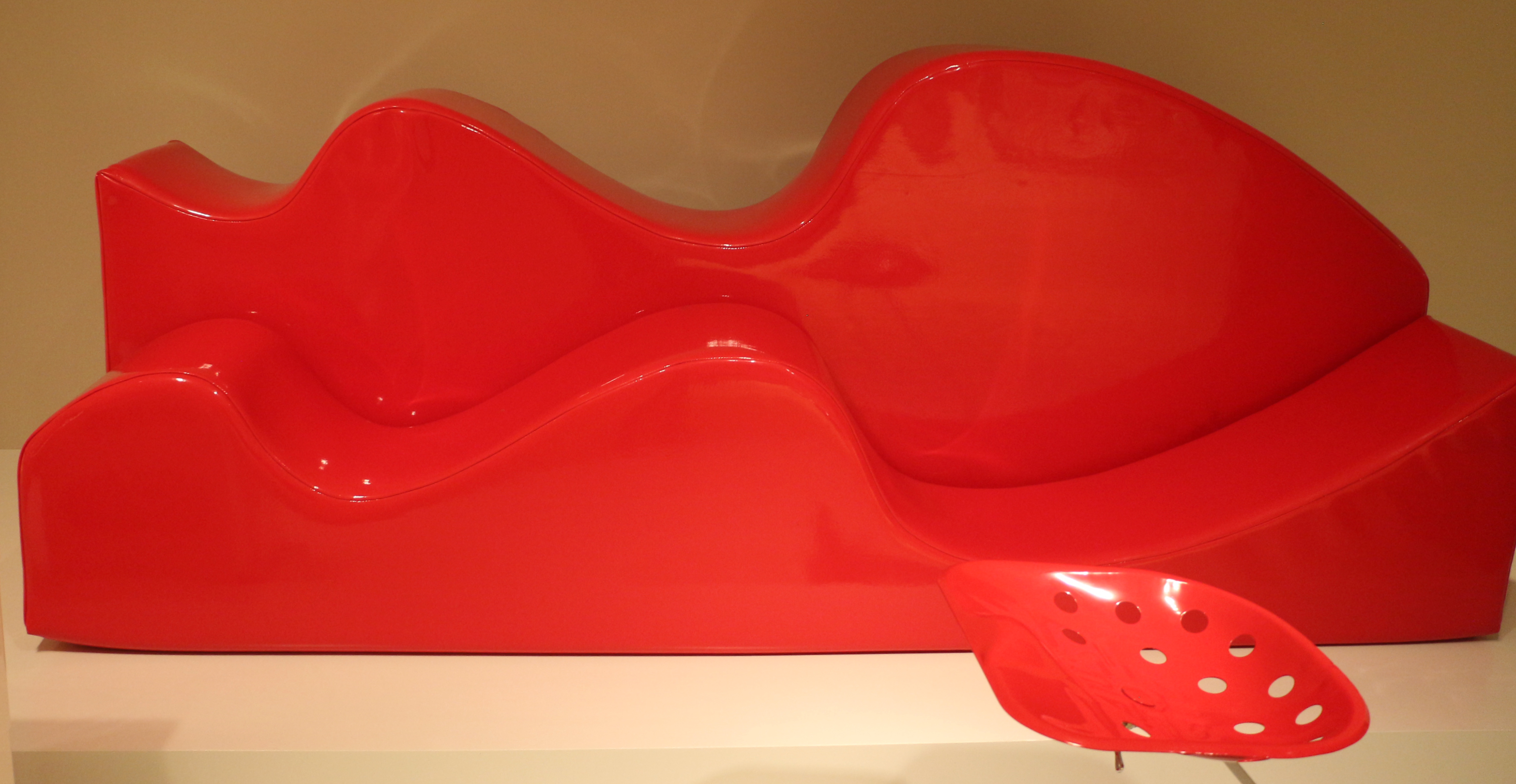
Archizoom para poltronova, sofá superonda, vinil sobre espuma de borracha. 1967. Museu de Arte de Indianapolis.

### Archizoom
Assim como o Superstudio, o Studio Archizoom foi fundado em Florença, em 1966. Eles incorporavam às suas obras a Arte pop, o Kitsch e características da Art decó e da Art nouveau.
O grupo produzia mobiliário cômico, que satirizava as regras estabelecidas e criavam planos para as cidades flexíveis do futuro, nas quais a tecnologia libertaria a população nômade dos constrangimentos do trabalho remunerado.

### Studio Alchimia

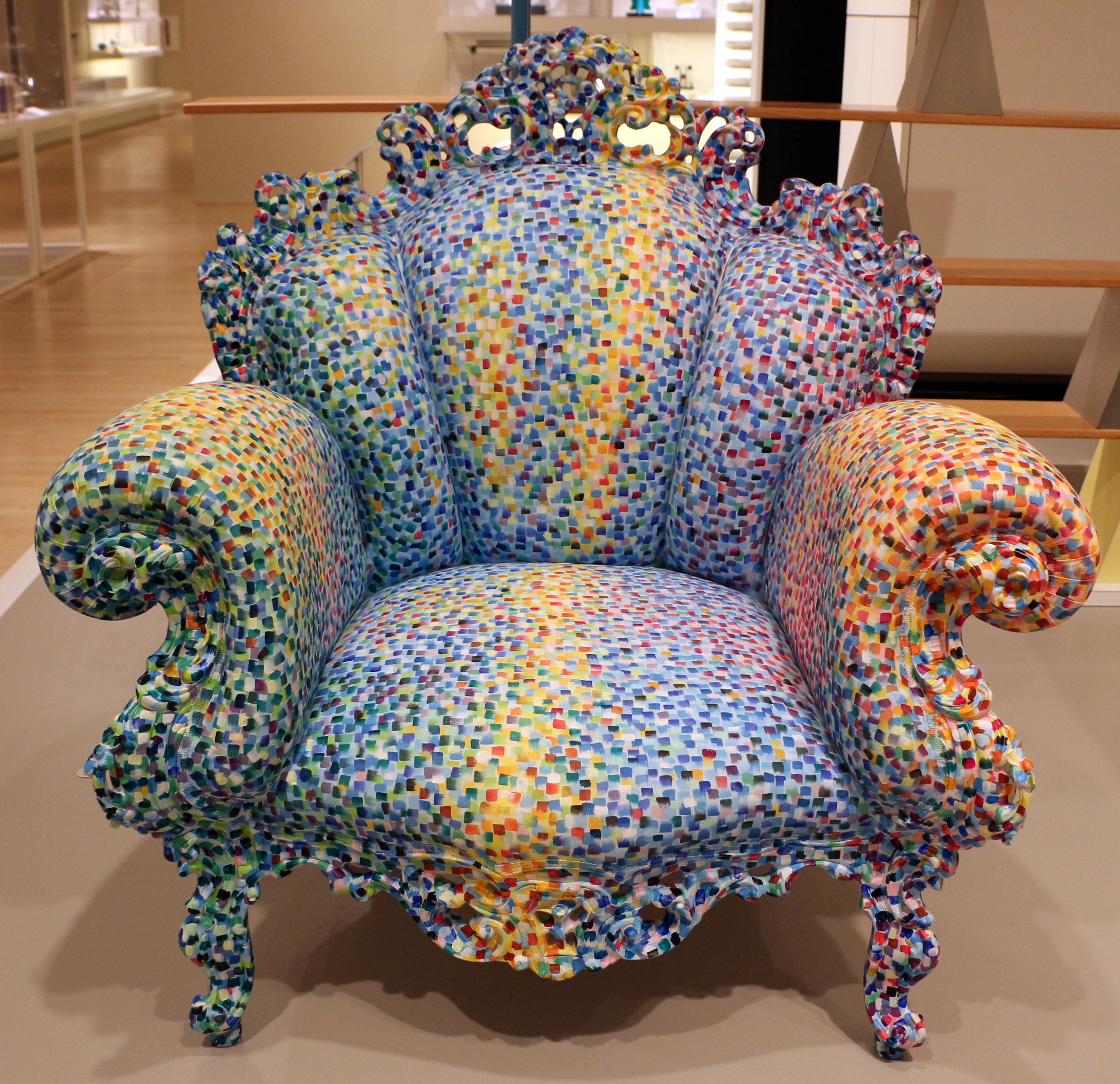
Alessandro Mendini para Atelier Mendini e Studio Alchimia, Poltrona de Proust, 1978. Em exibição no Museu de Arte de Indianapolis.

O Studio Alchimia foi fundado pelo arquiteto Alessandro Guerriero, no ano de 1976, em Milão. O grupo buscava uma nova linguagem para o design, saindo do antigo processo de criação para refletir sobre o papel do designer como criador dos objetos. Além disso, ele questionava os problemas que os produtos causavam estruturalmente e socialmente, tirando o foco do objetivo do design tradicional de resolver problemas funcionais.
Ettore Sottsass foi um dos primeiros contra as ideias de Alessandro Mendini, outro membro do grupo, que defendia as ideias filosóficas do movimento, mas se opunha a levar essas ideias ao público com o design de produto. Essa reação contra a ideologia irreal da Alchimia que Ettore e muitos outros designers do movimento tiveram colaborou para o fim do grupo e do movimento em seguida.

### Memphis
Na segunda metade da década de 1970, o movimento foi dissolvido com o grupo Alchimia desfeito. Dando continuidade às ideias do movimento antidesign, Ettore Sottsass reuniu em 1981 um grupo de jovens arquitetos e designers milaneses.
O principal objetivo do grupo era transmitir uma mensagem por meio dos objetos e satisfazer as necessidades culturais e intelectuais da sociedade contemporânea. Eles não tinham um manifesto oficial e eram anti-ideológicos, sendo contra as inadequações do modernismo e da produção em série.
O grupo seguia uma abordagem irônica em relação ao design, na qual as decorações de superfície eram essenciais e se inspirou na Art Deco, Pop Art e kitsch dos anos 50. Usavam cores marcantes, misturas de materiais, texturas, formas e colagens. 
Eles utilizavam métodos de experimentação, procurando possibilidades em vez de apenas soluções. Por meio dessas experimentações, o grupo Memphis buscavam promover a interação emocional, simbólica e didática, e levantar um questionamento sobre as limitações de uso e de consumo.

## Obras representativas do Antidesign
A lâmpada flexível Boalum de Gianfranco Frattini e Livio Castiglioni constituía-se de lâmpadas dentro de um tubo plástico. Essa peça contrariava o fato de designers modernistas serem tratados como figuras heróicas, que detinham o poder da figura final do produto, pois era uma lâmpada de forma indeterminada que o proprietário poderia manipular como quisesse.

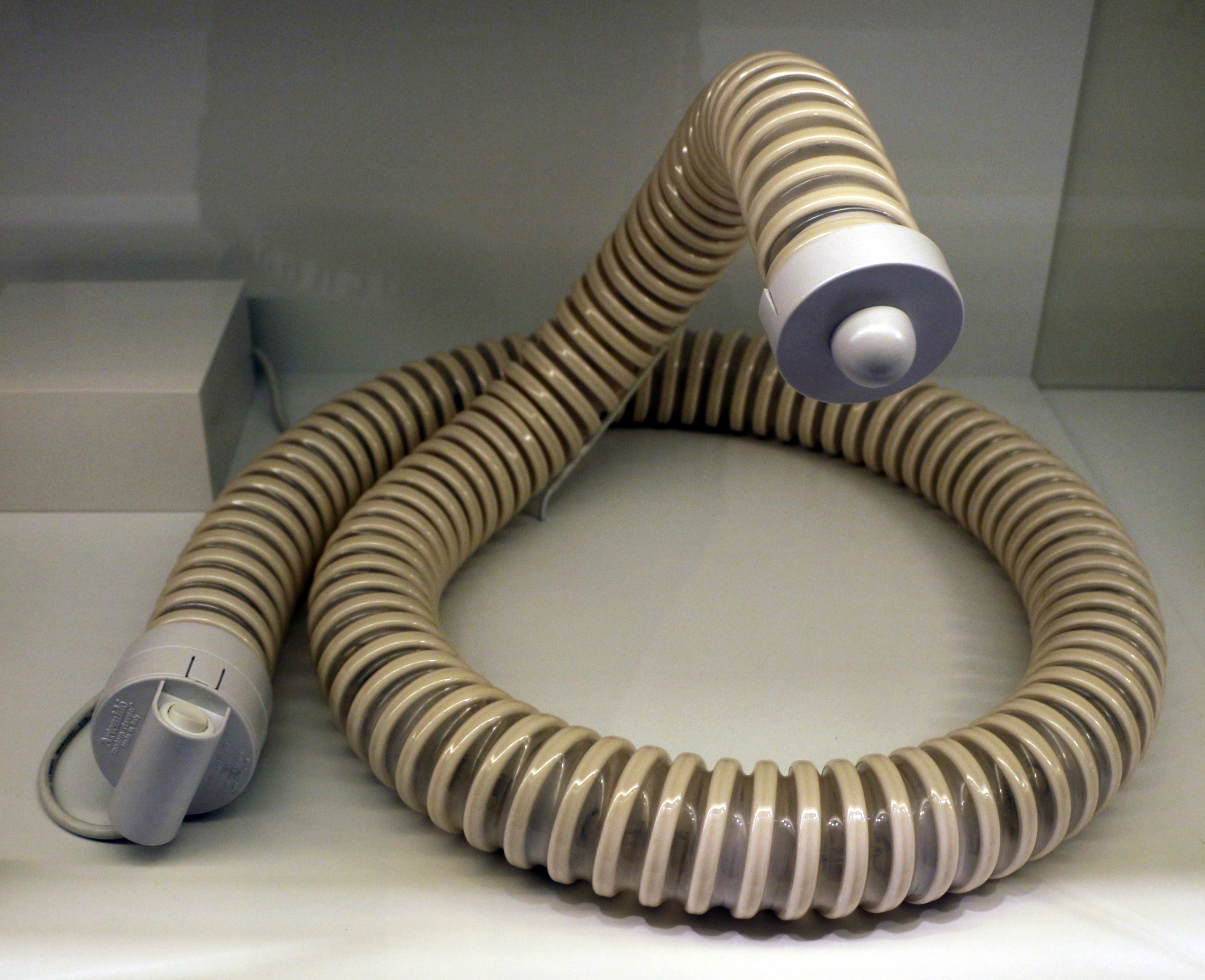
Lâmpada Boalum, 1969-70 de Gianfranco fFrattini e llivio cxastiglioni para Artemide.

Outras obras muito importantes, que também tinham essa qualidade flexível pensada para os espaços, foram as  cadeiras Selene, de Vico Magistratti, as primeiras cadeiras de plástico empilhável, e o vaso reversível, que poderia ser utilizado de cabeça para baixo, de Enzo Mari.
Entre as peças famosas por terem o caráter antifuncionalista extrapolado está a cadeira I Sassi, que tem seu design baseado na forma e estética de uma pedra, ficando com a funcionalidade aparente ilegível. A Cadeira de Mies (1969) e as cadeiras de Stephan Wewerka também são peças que desafiam essa questão da função.
Cadeiras icônicas de designers modernistas, como a cadeira Wassily de Marcel Breuer ou a cadeira Zig Zag de Gerrit Rietveld, foram adaptadas por Mendini, que acrescentava decorações sem alterar ou melhorar suas funções. Tal prática assemelha-se ao conceito de readymade introduzido pela primeira vez por Marcel Duchamp.

## Exposições
A exposição Itália: A Nova Paisagem Doméstica foi sediada pelo MOMA, em Nova Iorque, em 1972. Era uma exposição concentrada no movimento Antidesign e contou com obras de vários artistas que permaneceram fortemente envolvimentos no movimento até 1980.  Alguns dos artistas em destaque participantes da exposição foram Vico Magistretti, Gianfranco Frattini e Livio Castiglioni, Enzo Mari, Piero Gilardi, Ettore Sottsass e Paolo Lomazzi e Alessandro Mendini.

## Textos indicados
Fiell, Charlotte; Fiell, Peter (2015). Design do Século XX. Brasil: Taschen. 
ISBN 978-3836559461
Garner, Philippe. Sixties design. [S.I].: Taschen. ISBN 978-3836504751
De Fusco, Renato (2014). Made in Italy. Storia del design italiano. Florença: Altralinea. ISBN 978-8898743179
Pansera, Anty (1995). Dizionario del design italiano. Milan: Cantini Scolastica. ISBN 978-88-7737-183-6